# Tim Duckworth (Leichtathlet)
Tim Duckworth (* 18. Juni 1996) ist ein ehemaliger britischer Leichtathlet, der sich auf den Zehnkampf spezialisiert hat. Seinen größten sportlichen Erfolg feierte er mit dem Gewinn der Silbermedaille im Siebenkampf bei den Halleneuropameisterschaften 2019 in Glasgow.

## Sportliche Laufbahn
Tim Duckworth wurde in den Vereinigten Staaten geboren und wuchs in Phoenix auf. Ab 2014 studierte er an der University of Kentucky und im Jahr darauf gelangte er bei den Junioreneuropameisterschaften in Eskilstuna mit 7113 Punkten auf den 18. Platz im Zehnkampf. 2017 brachte er bei den U23-Europameisterschaften in Bydgoszcz im Weitsprung keinen gültigen Versuch zustanden und brach daher seinen Zehnkampf vorzeitig ab. Im Jahr darauf wurde er NCAA-Hallenmeister im Siebenkampf und sicherte sich im Freien den Titel im Zehnkampf und schloss damit sein Studium ab. Anschließend belegte er bei den Europameisterschaften in Berlin mit 8160 Punkten den fünften Platz. Im Jahr darauf gewann er bei den Halleneuropameisterschaften in Glasgow mit 6156 Punkten die Silbermedaille im Siebenkampf hinter dem Spanier Jorge Ureña und im Mai wurde er beim Hypomeeting in Götzis mit 7981 Punkten 17. 2022 beendete er wegen anhaltender Verletzungen seine aktive sportliche Karriere im Alter von 26 Jahren und ist seither als Assistenzcoach an der University of Alabama tätig.
In den Jahren 2018 und 2019 wurde Duckworth britischer Meister im Weitsprung sowie 2021 im Zehnkampf.

## Persönliche Bestleistungen
- Weitsprung: 8,03 m (0,0 m/s), 6. April 2018 in Athens
- Zehnkampf: 8336 Punkte, 7. Juni 2018 in Eugene
  - Siebenkampf (Halle): 6188 Punkte, 10. März 2018 in College Station (britischer Rekord)